# Thylacosternus
Thylacosternus is een geslacht van kevers uit de familie  
kniptorren (Elateridae).
Het geslacht is voor het eerst wetenschappelijk beschreven in 1875 door Bonvouloir.

## Soorten
Het geslacht omvat de volgende soort:
- Thylacosternus walckenaeri (Guérin-Méneville, 1843)